# Puzzled

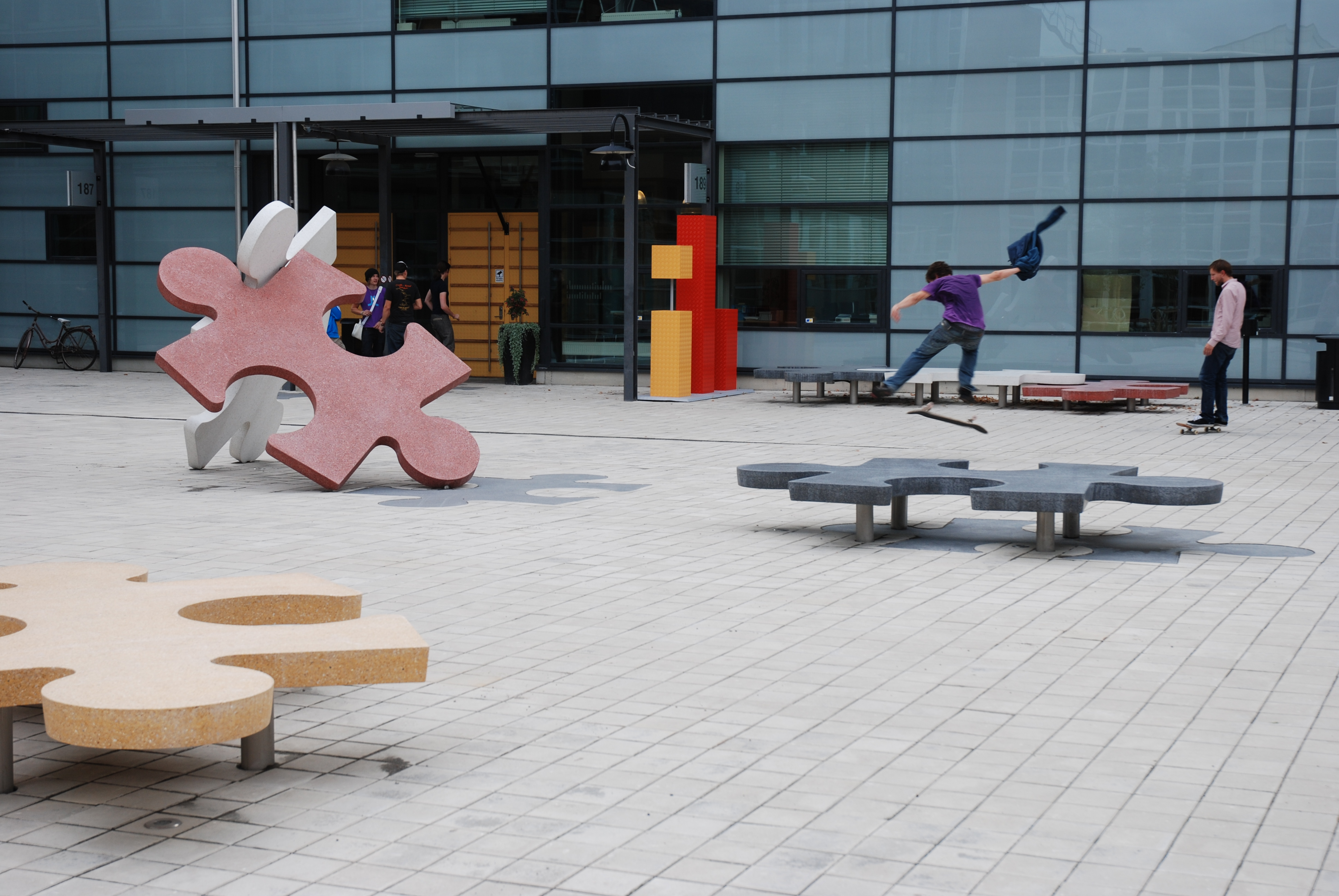
delar av konstverket

Puzzled är ett offentligt konstverk skapat av Ann-Sofi Sidén i samarbete med arkitekt Mats Fahlander som invigdes den 12 november 2008. Konstverkett är beläget på innergården till Campus Gärdet. (tidigare Konstfackskolan).
Puzzled består av tvåhundra, 2 x 3 meter stora pusselbitar, i prefabricerad betong. Ett flertal ljusslingor är inlagda i pusselfogarna vilket lyser upp platsen underifrån när det är mörkt.
Nedsänkta i marken breder pusselbitarna ut sig som sammanfogade mattor vid entréerna på Valhallavägen och  Borgvägen. Mellan huskropparna har en sittgrupp skapats av sex pusselbitar. En mindre trädgårdsyta utgörs av negativa pusselbitar. I mitten av gården bildas en uteplats av 83 pusselbitar. Här och var står kring huvudgården finns fler ensamma eller gruppvis utplacerade pusselbitar. 
På gårdarna och längs husfasaderna har Sidén av upplyfta pusselbitar skapat sittplatser eventuellt bord, i rött, gult, svart och vitt. Även på byggnadens tak finns delar av verket placerat.